# Ismajl Beka
Ismajl Beka (Frauenfeld, 31 de octubre de 1999) es un futbolista suizo, nacionalizado kosovar, que juega en la demarcación de defensa para el FC Lucerna de la Superliga de Suiza.

## Selección nacional
Hizo su debut con la selección de fútbol de Kosovo el 12 de septiembre de 2023 en un partido de clasificación para la Eurocopa 2024 contra Rumania que finalizó con un resultado de 2-0 a favor del combinado rumano tras los goles de Nicolae Stanciu y Valentin Mihăilă.

## Clubes
| Club               | País  | Año       | Partidos | Goles |
| ------------------ | ----- | --------- | -------- | ----- |
| FC Wil sub-21      | Suiza | 2016-2019 | 47       | 6     |
| FC Wil             | Suiza | 2018-2020 | 8        | 0     |
| FC Rapperswil-Jona | Suiza | 2020-2022 | 44       | 5     |
| FC Wil             | Suiza | 2022      | 6        | 1     |
| FC Lucerna         | Suiza | 2022-     | 42       | 2     |